# Снежком
ВГК «Снежком» — крупнейший в Европе, первый и единственный в России всесезонный горнолыжный комплекс (ВГК), располагавшийся в микрорайоне Павшинская пойма города Красногорска. Построен в 2008 году. В 2022 году закрыт, в начале 2023 года начат демонтаж комплекса. Каток «Арена ЦХМ» в Южном Тушине переименовали в «Снежком».

## История проекта
Идея строительства горнолыжного комплекса в микрорайоне Павшинская пойма возникла в 2004 году. По мнению Дениса Колокольникова, управляющего партнера компании RRG, ключевой целью комплекса было повышение привлекательности локации, которая на тот момент представляла собой пустое поле без инфраструктуры. «Снежком» должен был стать уникальным инженерным объектом с большими инвестициями, окупаемость которых ожидалась в течение 15-20 лет. Несмотря на высокие риски, проект было решено реализовывать.
Строительство горнолыжного комплекса началось в 2004 году. Основным строителем и соинвестором проекта выступала компания «СУ-155». В феврале 2008 года состоялось открытие комплекса, на котором присутствовали губернатор Московской области Борис Громов и вице-премьер РФ Сергей Нарышкин.

## Характеристики

### Ледово-развлекательный центр
В ледово-развлекательном центре располагались каток, фитнес-центр, аквазона с комплексом национальных бань, игровые автоматы для детей, лазертаг. Также была развитая инфраструктура, включавшая конференц-зал, рестораны, спортивные магазины, раздевалки, пункт проката спортивного инвентаря и сервисную мастерскую.

### Конструктивные особенности склона
С целью экономии холода все тепловые мосты были вынесены за пределы зоны холода. Горнолыжный комплекс был выполнен в виде эллипса, который закрывал все тепловые мосты и одновременно производил экранирование панелей потолка склона от солнечного излучения.

### Снег
В горнолыжном комплексе снег производился по системе «айс-крэш» («снежная крошка») путём размельчения пластин льда до состояния снега в специальных холодильных машинах (ледогенераторах), которые могут производить 90 тонн снега в сутки. После размола снег по трубам транспортировался на склон. Технология «айс-крэш» обеспечивает комфортные климатические параметры. Толщина снежного покрова достигала 50 см, а общий вес постоянно лежащего на склоне снега — почти 5 тонн.

### Склон
Снежный склон длиной 365 и шириной 60 метров являлся одним из самых протяжённых среди существующих искусственных склонов и занимал площадь в 24 тыс. м², перепад высот на нём достигал 65 метров. Также существовал учебный склон со специальным подъёмником длиной 54 м, сноуборд-парк и жёсткий склон, пользоваться которым могли только опытные лыжники.
На склоне работали две снегоуплотнительные машины (ратраки), которые укладывали искусственный снег по склону. Ратраки были оснащены системами очищения выхлопных газов.
В комплексе использовалось следующее оборудование: ледогенераторы Geneglace, термопанели ThyssenKrupp, подъемники Doppelmayr (СКАДО) бугельный и кресельный, спортивный инвентарь Fischer, Burton, Besson, Atomic, Rossignol.

### Сноуборд-парк
В «Снежком» был расположен всесезонный сноуборд-парк «СНЕЖ.КОМ». В парке были установлены фигуры: Down rail, Cannon Spine, Down-Flat-Down box, Down-Flat-Down rail, Flat plastic rail, Flat box, Multibox (wallrides и spine).

### Климат снежной зоны
На склоне, вне зависимости от внешней температуры, поддерживался постоянный климат. Температура воздуха — от −5 до −7 °C, а влажность составляла 65 %. Внутри комплекса имитировался альпийский климат, здесь постоянно работали 56 охладителей, которые также осушали воздух. Каждый час они перекачивали до 10 тысяч кубометров воздуха. Они имели следующие функции: охлаждали воздух и вымораживали влагу на поверхности теплообменника, производили доставку свежего воздуха в помещение склона, охлаждали его летом и подогревали зимой, если температура воздуха вне склона была меньше минус 10 градусов, выводили из помещения холодный отработанный воздух.
Под снежным покровом находилась гигантская платформа, которая все время охлаждалась с помощью пластиковых труб, длина которых составляла около 100 км. По трубам перекачивался хладоноситель. Хладоноситель — это жидкость, которую постоянно замораживают в специальной установке, которая, по сути, является огромным холодильником, охлаждающим за сутки порядка 150 тонн антифриза. Эта установка потребляла один мегаватт электричества, что можно сравнить с потреблением электричества целого города с населением 3000 человек.
Во время жары 2010 года многие люди приходили в «Снежком» для того, чтобы укрыться от изнуряющей жары и смога в Москве.

### Атриум
Досуговая часть комплекса была отгорожена от склона перегородкой со специальным стеклом, способным выдерживать перепад температур до 300 градусов. Это позволяло создавать зимний климат на склоне и летний — в атриуме. В атриуме располагались конференц-зал, рестораны, магазины, специальный тренажерный зал, в котором можно было научиться кататься на лыжах и сноуборде.

## Закрытие
В 2015 году Сбербанк и другие кредиторы подал иск о неуплате «СУ-155» задолженности по кредиту. В апреле 2016 года Арбитражный суд Москвы признал банкротом группу компаний «СУ-155». При этом комплекс «Снежком» продолжил работать.
В сентябре 2017 года «Снежком» был выставлен на торги, но также продолжал работать.
В январе 2022 года было объявлено, что «Снежком» закрывается «на реконструкцию», однако о сроках реконструкции не сообщалось. В конце 2022 года было объявлено о демонтаже горнолыжной трассы к концу 2024 года. Был начат демонтаж «Снежкома», продолжающийся уже свыше 2х лет. 